# Un soñador para un pueblo
Un soñador para un pueblo es una obra de teatro de Antonio Buero Vallejo, estrenada en el Teatro Español de Madrid el  18 de diciembre de 1958. 

## Argumento
Ambientada en el siglo XVIII, la obra recrea un acontecimiento relevante de la Historia de España, como fue el motín de Esquilache. El pueblo, simbolizado por Bernardo, se levanta contra las imposiciones modernizadoras de Esquilache, Ministro de Carlos III.

## Representaciones destacadas
- Teatro (Estreno, 1958). Dirección: José Tamayo. Intérpretes: Carlos Lemos, Ana María Noé, Asunción Sancho, Miguel Ángel, Milagros Leal, Luis Peña, Fernando Guillén, José Franco, José Caride.[1]

- Cine (Esquilache, 1989). Dirección: Josefina Molina. Intérpretes: Fernando Fernán Gómez, Ángela Molina, José Luis López Vázquez.